# مازاراچ
مازاراچ (به صربی: Mazarać) یک منطقهٔ مسکونی در صربستان است که در ولادیچین خان واقع شده‌است. مازاراچ ۱۹۷ نفر جمعیت دارد.